# Manuel Machuca
Manuel Hernán Machuca Berríos (ur. 1924, zm. 1985) – piłkarz chilijski grający podczas kariery na pozycji obrońcy.

## Kariera klubowa
Podczas kariery piłkarskiej Manuel Machuca występował w stołecznym CSD Colo-Colo. Z Universidad Católica zdobył mistrzostwo Chile w 1947. W barwach Colo-Colo rozegrał 116 meczów.

## Kariera reprezentacyjna
W reprezentacji Chile Machuca zadebiutował 6 grudnia 1947 w przegranym 0-6 spotkaniu w Copa América z Urugwajem. Na turnieju w Ekwadorze Chile zajęło czwarte miejsce a Machuca wystąpił we wszystkich siedmiu meczach: z Urugwajem, Peru, Argentyną, Ekwadorem, Paragwajem, Kolumbią i Boliwią. W 1949 po raz drugi uczestniczył w turnieju Copa América, na którym Chile zajęło piąte miejsce. Na turnieju w Brazylii Machuca wystąpił we wszystkich siedmiu meczach: z Boliwią, Brazylią, Ekwadorem, Kolumbią, Paragwajem, Peru i Urugwajem.
W 1950 roku został powołany przez selekcjonera Arturo Bucciardiego do kadry na mistrzostwa świata w Brazylii. Na mundialu Machuca wystąpił we wszystkich trzech meczach. Ten z USA był jego ostatnim meczem w reprezentacji. Od 1947 do 1950 roku rozegrał w kadrze narodowej 19 spotkań.